# Australaphodius frenchi
Australaphodius frenchi är en skalbaggsart som beskrevs av Blackburn 1892. Australaphodius frenchi ingår i släktet Australaphodius och familjen Aphodiidae. Inga underarter finns listade.